# Dragocvet
Dragocvet (en serbe cyrillique : Драговцет) est une localité de Serbie située sur le territoire de la ville de Jagodina, district de Pomoravlje. Au recensement de 2011, elle comptait 1 134 habitants.
Dragocvet est officiellement classé parmi les villages de Serbie.

## Démographie

### Évolution historique de la population
| 1948  | 1953  | 1961  | 1971  | 1981  | 1991  | 2002  | 2011  |
| ----- | ----- | ----- | ----- | ----- | ----- | ----- | ----- |
| 1 070 | 1 039 | 1 129 | 1 094 | 1 129 | 1 118 | 1 003 | 1 134 |

|  |